# Fritz Adam (Journalist)
Fritz Adam (* 13. März 1906 in Seckerwitz bei Jauer, Schlesien; für tot erklärt 6. Dezember 1945 in Bremen) war ein deutscher Journalist und Dichter.
Adam war in Bremen ansässig und arbeitete dort als Redakteur im Feuilleton. 1930 veröffentlichte er den Gedichtband Flucht aus dem Alltag.
Adam wurde 1949 mit dem Datum des 6. Dezember 1945 für tot erklärt.

## Schriften
- Flucht aus dem Alltag: Gedichte. Zwei-Säulen-Verlag, Limburg/Lahn 1930, DNB 571670989.